# The Woman in Me (песня Донны Саммер)
«The Woman in Me» — песня американской певицы Донны Саммер, записанная для её одиннадцатого студийного альбома Donna Summer (1982). Её авторами стали Майкл Кларк и Джон Беттис, а продюсером — Куинси Джонс.
Песня была выпущен третьим синглом в поддержку альбома в декабре 1982 года. Песня достигла 33-го места в чарте Billboard Hot 100. В чартах Бельгии и Нидерландов песня вошла в первую десятку синглов.

## Восприятие
Робин Смит из британского еженедельника Record Mirror оставил 5 февраля 1983 года позитивный отклик на запись: «Порой нет ничего лучше старого профессионала, который знает всё на свете, и наша Донна является хорошим примером, находя дорогу к сердцу и незаметно скользя три минуты сквозь пространство сентиментального рая. Такой тип песни, безусловно, является частью её души». Джули Бёрчилл из New Musical Express, издания более ориентированного на альтернативную музыку, напротив, поиронизировала над однотипностью традиционных музыкальных решений Саммер фразой «Это переиздание или оригинал?» и назвала би-сайд сингла «Livin’ in America» наиболее интересной его частью. Но и в нём певица не смогла оправдать ожиданий Джули Бёрчилл.

## Список композиций
| №  | Название          | Автор(ы)                 | Длительность |
| -- | ----------------- | ------------------------ | ------------ |
| 1. | «The Woman in Me» | Майкл Кларк, Джон Беттис | 3:37         |

| №  | Название            | Автор(ы)                                                              | Длительность |
| -- | ------------------- | --------------------------------------------------------------------- | ------------ |
| 1. | «Livin’ in America» | Дэвид Фостер, Куинси Джонс, Стив Люкатер, Донна Саммер, Род Темпертон | 4:41         |

## Позиции в хит-парадах
| Чарт (1982-83)                        | Высшая позиция |
| ------------------------------------- | -------------- |
| Бельгия/Фландрия (Ultratop 50)        | 10             |
| Великобритания (OCC UK Singles)       | 62             |
| Канада (RPM Adult Contemporary)       | 3              |
| Нидерланды (Dutch Top 40)             | 7              |
| Нидерланды (Single Top 100)           | 12             |
| США (Billboard Adult Contemporary)    | 17             |
| США (Billboard Hot 100)               | 33             |
| США (Billboard Hot R&B/Hip-Hop Songs) | 30             |
| США (Cash Box Top 100)                | 28             |